# Francesc Llop i Bayo
Francesc Llop i Bayo (Valencia, 1951) es un antropólogo y campanero español. Es experto en todos los aspectos de las campanas (conservación, restauración y toques) y campaneros. Ha realizado un inventario de todas las campanas de las catedrales de España auspiciado por el Ministerio de Cultura (1076 campanas en 94 catedrales).

## Biografía
Estudió ciencias políticas y sociología, especializándose Antropología Social en la Universidad Complutense de Madrid. En 1985 su tesis de fin de licenciatura L'afició a les campanes - Toques de campanas en la ciudad de València obtuvo el Premio Nacional de Investigación Cultural «Marqués de Lozoya». En 1988 obtuvo el título de doctor en antropología social por la misma universidad con la tesis Los toques de campanas en Aragón. Ha dirigido diversos proyectos de restauración de campanas, entre los que destacan los de la catedral de Valencia, Sevilla, Jaca, Murcia y Calahorra. En 2015 inspeccionó las campanas de la catedral de Santiago.
Desde 1988 técnico de etnología de la Generalitat Valenciana, ha tenido diversas responsabilidades como Jefe de Servicio de Patrimonio Arqueológico, Etnológico e Histórico desde 1997 hasta 2001.
Fue Jefe de Sección de Museos y Colecciones Museísticas hasta su jubilación en 2014.